# 両極譚2017
両極譚2017は、2017年7月17日の海の日に両国国技館で行われた3回目の両極譚である。

## 試合形式
- 第1試合が15分一本勝負、第2試合と第3試合は20分、他はすべて30分一本勝負である。
- 引き分けの場合は規定により王者の防衛成功となる。

## 試合結果
| オープニングマッチ ～関札晧太･復帰戦～15分1本勝負                                                            |                                                                   |                                               |
| 関根龍一 ○吉野達彦                                                                                           | 7分37秒 アスリート･ジャーマンスープレックスホールド               | 関札皓太● 青木優也                            |
| 第2試合 スペシャル6人タッグマッチ 20分1本勝負                                                                |                                                                   |                                               |
| ○グリーンボーイ･ダンディ小鹿 ツトム・オースギ ヘラクレス千賀                                                 | 7分55秒 スモールパッケージホールド                                | ケンドー・カシン バラモンシュウ バラモンケイ● |
| 第3試合 スペシャルタッグマッチ 20分1本勝負                                                                   |                                                                   |                                               |
| ○船木誠勝 菊田一美                                                                                           | 11分7秒 ハイブリッドブラスター→体固め                             | 宇藤純久 野村卓矢●                            |
| 第4試合 鉄檻&K･M･G･Tデスマッチ 30分1本勝負                                                                   |                                                                   |                                               |
| ○宮本裕向 木髙イサミ                                                                                         | 14分6秒 ファイアーサンダー→片エビ固め                             | 塚本拓海 佐久田俊行●                          |
| 第5試合 初代BJW認定ジュニアヘビー級王座決定戦 30分1本勝負                                                    |                                                                   |                                               |
| ○忍 | 13分18秒 S.E.Xボンバー→片エビ固め                                 | 橋本和樹●                                     |
| 忍が初代BJW認定ジュニアヘビー級王者となる。                                                                  |                                                                   |                                               |
| 第6試合 コンクリートブロック全面タッグデスマッチ 30分1本勝負                                                 |                                                                   |                                               |
| "黒天使"沼澤邪鬼 ○竹田誠志                                                                                   | 12分12秒 コンクリートブロック上へのリバースUクラッシュ→片エビ固め | 藤田ミノル 星野勘九郎●                        |
| 第7試合 横浜ショッピングストリート6人タッグ選手権試合 30分1本勝負                                            |                                                                   |                                               |
| ○浜亮太 中之上靖文 将軍岡本 （第10代王者）                                                                   | 16分16秒 幕下インパクト→体固め                                    | 佐藤耕平 橋本大地 神谷英慶● （挑戦者）        |
| 第10代王者組が初防衛に成功。                                                                                 |                                                                   |                                               |
| 第8試合 BJW認定世界ストロングヘビー級選手権試合 30分1本勝負                                                  |                                                                   |                                               |
| ◯鈴木秀樹 （第10代王者）                                                                                     | 13分55秒 スリーパーホールド→レフェリーストップ                    | 河上隆一● （挑戦者）                          |
| 第10代王者組が2度目の防衛に成功。                                                                            |                                                                   |                                               |
| セミファイナル BJW認定タッグ選手権試合 30分1本勝負                                                           |                                                                   |                                               |
| 関本大介 ●岡林裕二 （第43代王者）                                                                            | 21分9秒 ダイビングバカチンガーエルボードロップ→体固め             | アブドーラ・小林◯ 伊東竜二 （挑戦者）         |
| 第43代王者組が5度目の防衛に失敗、小林&伊東が第44代王者組となる                                               |                                                                   |                                               |
| メインイベント BJW認定デスマッチヘビー級選手権試合 両国決戦“熱血漢”漢の生き様･血みどろデスマッチ 30分1本勝負 |                                                                   |                                               |
| ◯高橋匡哉 （第35代王者）                                                                                     | 23分42秒 五寸釘ボードへのジャックハマー→体固め                    | 植木嵩行● （挑戦者）                          |
| 第35代王者が2度目の防衛に成功。                                                                              |                                                                   |                                               |

## 初代BJW認定ジュニアヘビー級王座決定リーグ戦
- 5月25日から7月17日まで行われた。
- 上位2選手が初代王座決定戦に進む。
- 同勝ち点の場合は対戦成績による。
- 勝ち点：勝利が2点、引き分けが1点、負けが0点

| 選手           | 試合数 | 勝 | 敗 | 引分 | 勝点 | 備考             |
| -------------- | ------ | -- | -- | ---- | ---- | ---------------- |
| 橋本和樹 （C） | 5      | 4  | 1  | 0    | 8    | 初代王座決定戦へ |
| 忍             | 5      | 3  | 2  | 0    | 6    | 初代王座決定戦へ |
| 吉野達彦       | 5      | 3  | 2  | 0    | 6    |                  |
| 佐久田俊行     | 5      | 2  | 3  | 0    | 4    |                  |
| 野村卓矢       | 5      | 2  | 3  | 0    | 4    |                  |
| 青木優也       | 5      | 1  | 4  | 0    | 2    |                  |